# بل‌ایر بلافس (فلوریدا)
بل‌ایر بلافس، فلوریدا (به انگلیسی: Belleair Bluffs) شهری در شهرستان پاینلاس ایالت فلوریدا است که در سال ۱۹۶۳ بنیان‌گذاری شده‌است. این شهر طبق سرشماری سال ۲۰۱۰ میلادی، ۲٬۰۳۱ نفر جمعیت داشته و مساحت آن نیز ۱٫۶ کیلومتر مربع است.